# 建築設計科
建築設計科（けんちくせっけいか）は、日本のおもに建築教育を施す専修学校、職業能力開発校等に設置されている学科。

## おもな設置校

### 専修学校
- 早稲田大学芸術学校
- 秋田建築デザイン専門学校 専門課程
- フェリカ建築＆デザイン専門学校 工業専門課程 建築設計工学科
- 日本工学院専門学校   工業専門課程
- 日本工学院八王子専門学校  工科技術専門課程
- 中央工学校　 工業専門課程
- 東京日建工科専門学校  建築専門課程 （昼間部）
- 水戸日建工科専門学校  工業専門課程
- 宇都宮日建工科専門学校  工業専門課程
- 群馬日建工科専門学校  工業専門課程
- 国際理工情報デザイン専門学校 工業専門課程
- 千葉日建工科専門学校  工業専門課程
- 横浜日建工科専門学校  工業専門課程
- 新潟日建工科専門学校  工業専門課程
- 浜松日建工科専門学校  工業専門課程
- 大阪工業技術専門学校  工業専門課程 I部建築設計学科

### 職業能力開発校
公共職業能力開発施設
- 栃木県立県央高等産業技術学校本科

認定職業訓練
- 島原建設技術専門学院
- 佐世保建設技術専門学院
- 大村建設技術専門学院
- 諫早大村高等職業訓練校
- 長崎県建設技術専門学院
- 上小高等職業訓練校(建築設計、建築など)
- 長野共同高等職業訓練校長野地域職業訓練センター(配管建築製図、建築など)
- 佐久高等職業訓練校(建築製図)
- 長野県建設訓練センター（建築、クレーン）

### 職業能力開発短期大学校
公共職業能力開発施設
- 山形工科短期大学校（設計コース）

### その他の施設
- 東京美術学院
- 東京設計学校